# Campion (televisieserie)
Campion is een televisieserie van de BBC gebaseerd op de detectiveverhalen van de Britse schrijfster Margery Allingham die draaien rond het personage Albert Campion.
In 1989 en 1990 werden twee seizoenen geproduceerd, met in de hoofdrol Peter Davison als Campion, Brian Glover als zijn dienstknecht Magersfontein Lugg en Andrew Burt als zijn vriend politieman Stanislaus Oates. Een totaal van acht romans werd bewerkt, vier in elke reeks, die elk oorspronkelijk uitgezonden zijn als twee aparte één uur durende afleveringen. Peter Davison zong de titelmuziek voor de eerste serie zelf, in de tweede reeks was de titelmuziek vervangen door een instrumentale versie.

## Serie 1 (1989)
Look to the LadyEen mysterie rond een eeuwenoude kelk met Gordon Jackson als hoogleraar Cairey.  Uitgezonden 22 januari en 29 januari 1989.
Police at the FuneralDe dood van een lid van een rijke familie. Met Timothy West als oom William Faraday. Uitgezonden 5 februari en 12 februari 1989.
The Case of the Late PigEen man verschijnt twee keer gestorven. Met Michael Gough als de heer Hayhoe. Uithezonden 19 februari en 26 februari 1989.
Death of a GhostEen schilders erfenis leidt tot moord. Met Jean Anderson als Belle Lafcadio en Carole Ruggier als Rosa. Uitgezonden 5 maart en 12 maart 1989.

## Serie 2 (1990)
Sweet DangerHet eigendom van een klein koninkrijk leidt tot een dodelijke schattenjacht. Met  Lysette Anthony als Amanda Fitton en David Haig als guffy Randall. Uitgezonden 12 januari en 19 januari 1990.
Dancers in MourningEen reeks van grappen, en erger, een toonaangevende theaterster en zijn bizarre huishouden. Met Ian Ogilvy als Jimmy Sutane en Pippa Guard als Linda Sutane. Uitgezonden 9 februari en 16 februari 1990.
Flowers for the JudgeMoord in een respectabele Londense uitgeverij. Met Robert Lang als John Barnabas en Barrie Ingham als Ritchie Barnabas. Uitgezonden 23 februari en 2 maart 1990.
Mystery MileCampion moet de familie van een Amerikaanse rechter beschermen en is op het spoor van een sinistere misdaadbaas. Uitgezonden 9 maart en 16 maart 1990.